# Skate America de 2009
El Skate America de 2009 fue el Skate America de la temporada 2009/10. Organizado por la Asociación de Estados Unidos de Patinaje Artístico Sobre Hielo, fue el cuarto evento del Grand Prix de patinaje artístico de la temporada 2009/10, una serie de competiciones internacionales séniores solo accesibles mediante invitación.
El evento fue celebrado en el Herb Brooks Arena en Lake Placid, Nueva York, Nueva York desde el 12 al 15 de noviembre de 2011. Se premiaron las discplinas masculina y femenina singular, parejas y danza sobre hielo. Los patinadores también ganaron puntos para la Final del Grand Prix.

## Participantes
| País            | Hombres                                | Mujeres                                | Parejas                                                                                          | Danza sobre hielo                                                                                |
| --------------- | -------------------------------------- | -------------------------------------- | ------------------------------------------------------------------------------------------------ | ------------------------------------------------------------------------------------------------ |
| Alemania        |                                        | Sarah Hecken                           |                                                                                                  |                                                                                                  |
| Canadá          | Shawn Sawyer Kevin Reynolds            |                                        | Meagan Duhamel / Craig Buntin                                                                    |                                                                                                  |
| China           | Jialiang Wu                            |                                        | Xue Shen / Hongbo Zhao Dan Zhang / Hao Zhang                                                     | Xiaoyang Yu / Chen Wang                                                                          |
| Corea del Sur   |                                        | Min-Jeong Kwak                         |                                                                                                  |                                                                                                  |
| Eslovaquia      | Igor Macypura                          |                                        |                                                                                                  |                                                                                                  |
| Estados Unidos  | Evan Lysacek Brandon Mroz Ryan Bradley | Rachel Flatt Alexe Gilles Emily Hughes | Brooke Castile / Benjamin Okolski Amanda Evora / Mark Ladwig Keauna Mclaughlin / Rockne Brubaker | Tanith Belbin / Benjamin Agosto Kimberly Navarro / Brent Bommentre Madison Chock / Greg Zuerlein |
| Estonia         |                                        |                                        |                                                                                                  | Caitlin Mallory / Kristjan Rand                                                                  |
| Finlandia       |                                        | Susanna Pöykiö                         |                                                                                                  |                                                                                                  |
| Francia         | Florent Amodio                         |                                        |                                                                                                  | Zoe Blanc / Pierre-Loup Bouquet                                                                  |
| Georgia         |                                        | Elene Gedevanishvili                   |                                                                                                  |                                                                                                  |
| Hungría         |                                        | Julia Sebestyen                        |                                                                                                  |                                                                                                  |
| Israel          |                                        |                                        |                                                                                                  | Alexandra Zaretski / Roman Zaretski                                                              |
| Italia          |                                        |                                        |                                                                                                  | Anna Cappellini / Luca Lanotte                                                                   |
| Japón           | Yasuharu Nanri                         | Kanako Murakami                        |                                                                                                  |                                                                                                  |
| Lituania        |                                        |                                        |                                                                                                  | Isabella Tobias / Deividas Stagniūnas                                                            |
| Reino Unido     |                                        | Jenna Mccorkell                        | Stacey Kep / David King                                                                          |                                                                                                  |
| República Checa | Tomas Verner                           |                                        |                                                                                                  |                                                                                                  |
| Rusia           | Andrei Lutai                           |                                        |                                                                                                  | Kristina Gorshkova / Vitali Butikov Yana Jojlova / Sergei Novitski                               |
| Suecia          | Adrian Schultheiss                     | Joshi Helgesson                        |                                                                                                  |                                                                                                  |
| Turquía         |                                        | Tugba Karademir                        |                                                                                                  |                                                                                                  |
| Ucrania         |                                        |                                        | Tatiana Volosozhar / Stanislav Morozov                                                           |                                                                                                  |

## Resultados

### Hombres
| Pos. | Nombre             | País           | Puntos | Programa corto | Programa corto | Programa libre | Programa libre |
| ---- | ------------------ | -------------- | ------ | -------------- | -------------- | -------------- | -------------- |
| 1    | Evan Lysacek       | Estados Unidos | 237,72 | 1              | 79,17          | 1              | 158,55         |
| 2    | Shawn Sawyer       | Canadá         | 203,91 | 5              | 65,95          | 4              | 137,96         |
| 3    | Ryan Bradley       | Estados Unidos | 198,12 | 8              | 59,24          | 2              | 138,88         |
| 4    | Florent Amodio     | Francia        | 197,58 | 2              | 72,65          | 6              | 124,93         |
| 5    | Tomas Verner       | Bélgica        | 194,06 | 11             | 55,90          | 3              | 138,16         |
| 6    | Kevin Reynolds     | Canadá         | 190,23 | 10             | 59,05          | 5              | 131,18         |
| 7    | Adrian Schultheiss | Suecia         | 185,07 | 4              | 67,55          | 7              | 117,52         |
| 8    | Brandon Mroz       | Estados Unidos | 174    | 3              | 71,4           | 11             | 102,6          |
| 9    | Yasuharu Nanri     | Japón          | 168,84 | 7              | 59,35          | 8              | 109,49         |
| 10   | Andrei Lutai       | Rusia          | 167,79 | 6              | 60,64          | 9              | 107,15         |
| 11   | Jialiang Wu        | China          | 164,26 | 9              | 64,5           | 10             | 111,61         |
| 12   | Viktor Pfeifer     | Eslovaquia     | 144,02 | 12             | 51,45          | 12             | 92,57          |

### Mujeres
| Pos. | Nombre               | País           | Puntos | Programa corto | Programa corto | Programa libre | Programa libre |
| ---- | -------------------- | -------------- | ------ | -------------- | -------------- | -------------- | -------------- |
| 1    | Yu-Na Kim            | Corea del Sur  | 164,93 | 1              | 76,28          | 2              | 111,7          |
| 2    | Rachael Flatt        | Estados Unidos | 174,91 | 2              | 58,8           | 1              | 116,11         |
| 3    | Julia Sebestyen      | Hungría        | 159,03 | 3              | 58,54          | 3              | 100,49         |
| 4    | Fumie Suguri         | Japón          | 148,99 | 4              | 56,04          | 5              | 96,43          |
| 5    | Elena Glebova        | Estonia        | 148,71 | 5              | 52,28          | 4              | 96,43          |
| 6    | Elene Gedevanishvili | Georgia        | 144,19 | 6              | 52,18          | 6              | 92,01          |
| 7    | Emily Hughes         | Estados Unidos | 135,31 | 11             | 45,32          | 7              | 89,99          |
| 8    | Sarah Hecken         | Alemania       | 131,1  | 12             | 43,86          | 8              | 87,24          |
| 9    | Joshi Helgesson      | Suecia         | 129,91 | 7              | 51,32          | 10             | 78,59          |
| 10   | Alexe Gilles         | Estados Unidos | 129,01 | 10             | 42,87          | 9              | 82,45          |
| 11   | Susanna Pöykiö       | Finlandia      | 124,22 | 9              | 46,72          | 11             | 77,5           |
| 12   | Tugba Karademir      | Turquía        | 122,4  | 8              | 49,42          | 12             | 72,98          |

### Parejas
| 1            | Xue Shen / Hongbo Zhao                 | China          | 201,4  | 1 | 47,36 | 1 | 124,04 |
| 2            | Tatiana Volosozhar / Stanislav Morozov | Ucrania        | 171,82 | 2 | 61,70 | 3 | 110,12 |
| 3            | Dan Zhang / Hao Zhang                  | China          | 170,07 | 5 | 56,84 | 2 | 111,35 |
| 4            | Keauna Mclaughlin / Rockne Brubaker    | Estados Unidos | 165,37 | 4 | 58,54 | 4 | 106,83 |
| 5            | Amanda Evora / Mark Ladwig             | Estados Unidos | 148,33 | 6 | 50,14 | 5 | 98,19  |
| 6            | Brooke Castile / Benjamin Okolski      | Estados Unidos | 139,58 | 7 | 49,52 | 6 | 90,06  |
| 7            | Stacey Kemp / David King               | Reino Unido    | 130,8  | 8 | 43,46 | 7 | 87,34  |
| R            | Meagan Duhamel / Craig Buntin          | Canadá         |        |   |       |   |        |
| R = Retirada |                                        |                |        |   |       |   |        |

### Danza sobre hielo
| Pos. | Nombre                              | País           | Puntos | Danza obligatoria | Danza obligatoria | Danza original | Danza original | Danza libre | Danza libre |
| ---- | ----------------------------------- | -------------- | ------ | ----------------- | ----------------- | -------------- | -------------- | ----------- | ----------- |
| 1    | Tanith Belbin / Benjamin Agosto     | Estados Unidos | 195,85 | 1                 | 39,28             | 1              | 60,95          | 1           | 95,62       |
| 2    | Anna Cappellini / Luca Lanotte      | Italia         | 171,86 | 3                 | 32,04             | 2              | 54,09          | 3           | 85,73       |
| 3    | Alexandra Zaretski / Roman Zaretski | Israel         | 171,77 | 4                 | 31,93             | 3              | 51,28          | 2           | 87,94       |
| 4    | Yana Jojlova / Sergei Novitski      | Rusia          | 168,25 | 2                 | 36,94             | 5              | 49,53          | 4           | 81,78       |
| 5    | Kimberly Navarro / Brent Bommentre  | Estados Unidos | 160,89 | 5                 | 30,19             | 4              | 51,28          | 6           | 79,42       |
| 6    | Madison Chock / Greg Zuerlein       | Estados Unidos | 153,92 | 7                 | 28,88             | 8              | 44,55          | 5           | 80,49       |
| 7    | Kristina Gorshkova / Vitali Butikov | Rusia          | 152,43 | 6                 | 29,32             | 6              | 46,64          | 7           | 76,47       |
| 8    | Caitlin Mallory / Kristjan Rand     | Estonia        | 143,5  | 9                 | 26,89             | 7              | 44,58          | 9           | 72,03       |
| 9    | Zoe Blanc / Pierre-Loup Bouquet     | Francia        | 140,71 | 10                | 24,39             | 10             | 42,66          | 8           | 73,66       |
| 10   | Xiaoyang Yu / Chen Wang             | China          | 135,62 | 8                 | 27,43             | 9              | 44,15          | 10          | 64,04       |

## Premios y puntos
En los eventos del Grand Prix, los cinco primeros clasificados obtienen un premio en metálico, y los ocho primeros, puntos de cara a la final del Grand Prix. Estos premios y puntos son los siguientes:
| Posición                                          | Recompensa | Puntos |
| ------------------------------------------------- | ---------- | ------ |
| 1.º                                               | 18 000 USD | 15     |
| 2.º                                               | 13 000 USD | 13     |
| 3.º                                               | 9 000 USD  | 11     |
| 4.º                                               | 3 000 USD  | 9      |
| 5.º                                               | 2 000 USD  | 7      |
| 6.º                                               |            | 5      |
| 7.º                                               |            | 4*     |
| 8.º                                               |            | 3*     |
| * = No aplicable a parejas y a danza sobre hielo. |            |        |